# Melanie Merkosky
Melanie Merkosky (née le 7 avril 1980) est une actrice canadienne.

## Biographie
Merkosky a joué dans des productions telles Runaway, Slings and Arrows (en) et American Pie: String Academy. En 2009, elle tient le rôle de Robin Matthews dans la web-série Harper's Globe,.

## Filmographie
- 1998 : 
  - Noah - Cheerleader #1
  - Honey, I Shrunk the Kids: The TV Show
- 1999 : The Sheldon Kennedy Story - Theresa
- 2002 : Door to Door
- 2006 : 
  - American Pie: String Academy - Natalie
  - Away from Her - infirmière qui chante
  - Slings and Arrows (en) - Megan (5 épisodes)
- 2006 - 2008 : Runaway - Sam (9 épisodes)
- 2007 : 
  - The Poet - Olga
  - Til Death Do Us Part - Tara Clark (1 épisode)
- 2007 - 2008 : lonelygirl15 - Jennie (34 épisodes)
- 2009 : 
  - Harper's Globe - Robin Matthews (16 épisodes)
  - Harper's Island - Robin Matthews (1 épisode)
  - H and G - G (également scénariste et productrice)
- 2011-2012 : Continuum - Raegen[4]
- 2014 :
  - The Strain - Sylvia Kent
  - 2014 : Le Règne de la beauté - Lindsay
- 2015 : Saving Hope, au-delà de la médecine (saison 3, épisode 13)
- 2024 : Tracker : Natalie Perry (saison 2, épisode 6)